# Матроський клуб (Севастополь)
Матроський клуб — будівля театру в Севастополі, на Площі Ушакова, 1.
Будівництво завершено 1954 року в стилі класицизму, архітектори М. Богданов, Л. Кірєєв, А. Шумілов. Основна будівля триповерхова, зі східної сторони через пониження рельєфу влаштований цокольний поверх. Другий поверх перетинає тераса з колонадою іонічного ордера.
Зі сходу прибудована башта зі шпилем. Її перший ярус прикрашають коринфські колони. На башті встановлений годинник з чотирма циферблатами (з кожної сторони). Кожну годину куранти грають мелодію гімну міста «Легендарний Севастополь».
Шпиль для башти первісно створювався для Палацу культури та науки у Варшаві. Проте для цієї висотки він виявився малим, тому його віддали Матроському клубу, а варшавський палац отримав інший шпиль.
Нині є будівлею Драматичного театру ЧФ РФ ім. Лавреньова. Крім того, будівлю займають Ансамбль пісні та танцю ЧФ та численні дитячі гуртки.